# Velika kineska nizina
Velika kineska nizina (pojednostavljeni kineski: 华北平原) je veliki rasjedni bazen nastao u kasnom paleogenu i neogenu, a zatim modificiran naslagama Žute rijeke (Huang He). To je najveća aluvijalna ravnica Kine. Nizina je na sjeveru omeđena planinama Yanshan, na zapadu planinama Taihang, na jugu planinama Dabie, a na istoku Žutim morem i Bohajskim morem. Žuta rijeka teče sredinom nizine u Bohajsko more.
Ispod brane Sanmenxia nalazi se višenamjenska brana Xiaolangdi, smještena u posljednjoj dolini rijeke prije Velike kineske nizine, velike delte stvorene od mulja koji je tijekom tisućljeća taložio na ušće Žute rijeke. Velika kineska nizina proteže se na većem dijelu provincija Henan, Hebei i Shandong i spaja se s deltom Jangce u sjevernim provincijama Jiangsu i Anhui. Žuta rijeka vijuga preko plodne, gusto naseljene nizinu koja se ulijeva u Bohajsko more. Nizina je jedna od najvažnijih poljoprivrednih regija Kine, koja proizvodi kukuruz, sirak, zimsku pšenicu, povrće i pamuk.
Južni dio nizine tradicionalno se naziva Središnja ravnica (pinjin: Zhōngyuán), koji je bio kolijevka kineske civilizacije.
Nizina se prostire na površini od oko 409.500 km², od kojih je većina na 50 metara nadmorske visine. Ova nizina žutog tla glavno je područje uzgoja sirka, prosa, kukuruza i pamuka u Kini. Ovdje se uzgajaju i pšenica, sjemenke sezama i kikiriki. Nizina je jedna od najgušće naseljenih regija na svijetu.
Peking, nacionalna prijestolnica, nalazi se na sjeveroistočnom rubu nizine, s Tianjinom, važnim industrijskim gradom i trgovačkom lukom, u blizini njegove sjeveroistočne obale. Naftno polje Shengli u Shandongu važna je naftna baza.

## Povijesni značaj
Geografija Velike kineske nizine imala je duboke kulturne i političke implikacije. Za razliku od područja južno od Jangcea, nizina općenito teče neprekinuto planinama i ima mnogo manje rijeka, a kao rezultat toga komunikacija konjima je brza unutar nizine. Kao rezultat toga, govorni jezik je relativno ujednačen za razliku od mnoštva jezika i dijalekata u južnoj Kini. Osim toga, mogućnost brze komunikacije značila je da se političko središte Kine obično nalazilo ovdje.
Budući da se plodno tlo Velika kineska nizina postupno spaja sa stepama i pustinjama Džungarije, Unutrarnje Mongolije i sjeveroistočne Kine, nizina je bila sklona invaziji nomadskih ili polu-nomadskih plemena porijeklom iz tih regija, što je potaknulo izgradnju Kineskog zida. Iako je tlo Velika kineska nizina plodno, vrijeme je nepredvidivo, jer se nalazi na sjecištu vlažnih vjetrova s Tihog oceana i suhih vjetrova iz unutrašnjosti azijskog kontinenta. To čini nizinu sklonom i poplavama i suši. Štoviše, ravnost nizine potiče velike poplave kada su riječni nasipi oštećeni. Mnogi povjesničari su predložili da su ti čimbenici potaknuli razvoj centralizirane kineske države za upravljanje žitnicama, održavanje radova navodnjavanja i upravljanja utvrdama protiv stepskih naroda. (Škola "hidrauličkog društva" smatra da su se rane države razvile u dolinama Nila, Eufrata, Inda i Žute rijeke zbog potrebe za nadzorom velikog broja radnika za izgradnju kanala za navodnjavanje i kontrolu poplava. )
Filozofski gledano, Velika kineska nizina također je bila rodno mjesto Konfucija, tradicionalnog patrijarha istočnoazijske filozofije. Konfucije je živio i poučavao u državi Lu od 551. do 479. godine prije Krista . Njegova učenja, zapisana u The Analects, na kraju su postala škola mišljenja poznata kao konfucijanizam. Vezano za klasični kineski spisateljski sustav, konfucijanizam je zahvatio cijelu Kinu i Koreju, Japan i Vijetnam, snažno utječući na njihovu političku, pravnu i obrazovnu birokraciju.

## Vanjske poveznice
- Encyclopædia Britannica: "Velika kineska nizina"